# Producciones efímeras
Producciones efímeras (etwa: Flüchtige Produktionen) ist ein spanisches unabhängiges Musiklabel.

## Geschichte
Das unabhängige spanische Label wurde im Jahr 2004 von dem Musiker Germán Díaz und dem Architekten und Fotografen Fernando Fuentes (Valladolid) gegründet. Das Ziel war, CDs zu produzieren, bei denen auch auf die Qualität des Gesamtdesigns größter Wert gelegt wird.

## Veröffentlichte CDs (Auswahl)
- Rao Trío (Germán Díaz: Drehleier, César Díez Bass, Diego Martín Schlagzeug, Gorka Hermosa: Akkordeon (Gastmusiker)): Sin Titulo (2004), nube1001.
- Marc Egea (Marc Egea: Drehleier, Sandrine Robilliard: Violoncello, Enrique Tellería: Bandonion, Franco Molinari: Kontrabass, Enric Canada: Perkussion, Ana Lozanitos: Fagott, Jordi Vallverdú: Katalanischer Dudelsack (Cornamusa)): Melanocetus (2006), nube 1002.
- Marful (Ugia Pedreira: Gesang, Marcos Teira: Gitarre, Pedro Pascual: diatonisches Akkordeon, Pablo Pascual: Klarinetten): Marful (2006), nube1003.
- Natasa Mirković-De Ro (Gesang), Matthias Loibner (Drehleier): Ajvar & Sterz (2006), nube1004.
- Jaime Basulto (Joan Antoni Pich: Violoncello, Franco Molinari: Bass, Cristian Cantero: Gitarre, Aleix Tobías: Perkussion, Antonio Sánchez: Perkussion, Jaime Basulto: Gitarre und Komposition): Garam Masala (2007), nube1005.
- Matthias Loibner (Drehleier und Live-Loops) & Tunji Beier (Perkussion, Geräusche und Live-Loops): Zykado (2007), nube1006.
- Antonio Bravo (Antonio Bravo: Gitarre, Santiago Rapallo: Schlagzeug, Cristian Pérez: Bass, David Herrington: Trompete und Pocket-Cornet): Tangentes (2007), nube 1007.
- Germán Díaz (Drehorgel, Musikbox, Drehleier, Bass-Klarinette, Ric, Zarb, Jug, Obertonflöte, Live-Loops): (O Sea, Pi) Música Para Manivelas (2007), nube1008.
- Brigada Bravo & Díaz (Antonio Bravo: Gitarre, Germán Díaz: Drehleier): Músicas Populares De La Guerra Civil (2008), nube1009.
- Various Artists: (Paula Carballeira, Luís Delgado, Germán Díaz, Joaquín Díaz, Xabier Díaz, Iñaki Domínguez, Ensemble DRAj, Diego Galaz, Guadi Galego, Max Gómez, Roberto Á.González Gómez, Matthias Loibner, Rosolino Marinello, Diego Martín, Pablo Martín, Xacobe Martínez Antelo, Nacho Mastretta, Pablo Pascual, Pedro Pascual, Sandrine Robilliard, Eugenio Rodríguez, Lea Rudnitzki (†), Marina Sorin y Enrique Tellerí): Nube de nanas para Aspace (2010), nube1010.